# Municipio de Tenabo
El municipio de Tenabo se encuentra al norte del Estado de Campeche, entre los paralelos 19º42’20” y 20º06’00” de latitud Norte, entre los meridianos 89º57’00” y 90º58’00” de longitud Oeste, limita al norte con el municipio de Hecelchakán, al este con el municipio de Hopelchén, al sur con el municipio de Campeche y al oeste con el Golfo de México, en la región conocida como «Camino Real».

## territorio
Tenabo tiene una extensión territorial de 882 km² que representa el 1.6% del total estatal, y es el municipio más pequeño del estado de Campeche. En el municipio de Tenabo se pueden distinguir tres zonas diferentes.
- La Costa
- El Petén
- La Sierra

### Orografía
Tenabo se encuentra asentado en una plataforma conformada por rocas calcáreas marinas, que emergió de las aguas, su orografía se puede dividir en dos partes, hacia la costa al oeste del municipio se encuentra la planicie del "Petén" con alturas que no rebasan los 5 m s.n.m. con terrenos de inundación y al este su relieve es una planicie con pequeños lomeríos y depresiones que estas forman ondulaciones de escasa altura menores a 300 metros, conocidas en la región como "La Sierra" o el "Puuc", y se encuentra en un terreno interrumpido por extensos valles donde predominan las áreas planas.

### Hidrografía
El municipio de Tenabo carece de ríos, pero cuenta con un sistema hidrológico subterráneo debido a la permeabilidad de los sedimentos calcáreos que contiene el suelo, esto permite la infiltración de agua, generando corrientes subterráneas. La profundidad del nivel freático, aumenta al alejarse de la costa, alcanza entre 6 y 40 metros.

### Clima
El clima dominante es el cálido subhúmedo, con una temperatura que varía por lo general entre 20.8 °C a 33.4 °C, con lluvias en verano.

## Población

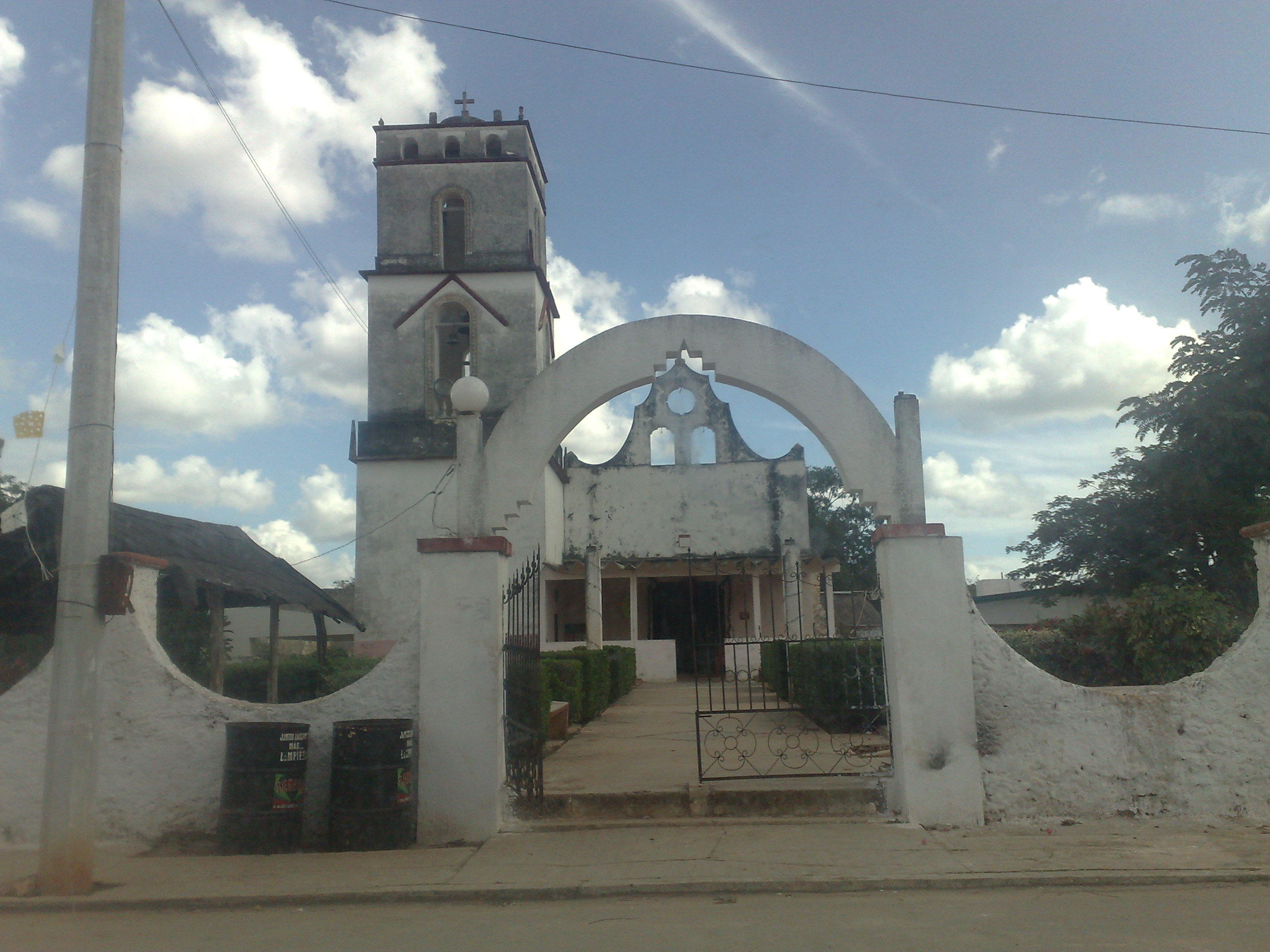
Iglesia de Tinun.

La población del municipio de Tenabo es de 11,452 habitantes según el censo del INEGI 2020. Del total de la Población del municipio 1,979 personas hablan alguna lengua indígena, lo que representa el 26.5% del total, de los cuales 1665 hablan maya. Existen además en el municipio una serie de campos menonitas, denominados Chavi I, Chavi II que se consideran como localidades.
| Código INEGI      | Localidad         | Población (2020) |
| ----------------- | ----------------- | ---------------- |
| 040080001         | Tenabo            | 8 748            |
| 040080005         | Tinún             | 1 084            |
| 040080002         | Emiliano Zapata   | 469              |
| 040080098         | Santa Rosa        | 289              |
| 040080003         | Kankí             | 268              |
| Otras localidades | Otras localidades | 598              |
| Total municipal   | Total municipal   | 11 452           |

## División política
El municipio de Tenabo se divide en la Ciudad de Tenabo, cabecera municipal, la Junta municipal de Tinun, la Comisaría Municipal de Emiliano Zapata.

### Límites municipales
Tiene límites administrativos con los siguientes municipios y/o accidentes geográficos, según su ubicación:
|                        | Norte: Hecelchakán |                              |
| Oeste: Golfo de México |                    | Este: Hecelchakán, Hopelchén |
|                        | Sur: Campeche      | Sureste: Hopelchén           |

## Política
Para la representación de su población el municipio se encuentra comprendido dentro del I Distrito Electoral Federal de Campeche con sede en San Francisco de Campeche, que elige diputado al Congreso de la Unión; y por el VII Distrito Electoral Local con cabecera en Tenabo, y que elige a un diputado al Congreso del Estado de Campeche.
| Presidente municipal             | Periodo   |
| -------------------------------- | --------- |
| Ricardo Marentes                 | 1916-1917 |
| Luis P. Cervera                  | 1918      |
| Emiliano Barahona                | 1919      |
| Ricardo Marentes                 | 1920      |
| José Higinio Hurtado             | 1921      |
| Candelario Cervera               | 1922      |
| Ricardo Marentes                 | 1923      |
| Dionisio Mijangos                | 1924-1925 |
| Severino Chan                    | 1926-1927 |
| Bernabé Muñoz P.                 | 1928-1929 |
| Ricardo Marentes M.              | 1930-1931 |
| Álvaro Muñoz Cervera             | 1932-1933 |
| Ricardo Marentes C.              | 1934-1935 |
| Luciano Muñoz P.                 | 1936-1937 |
| Manuel Concha Rosado             | 1938-1939 |
| José del Carmen Pool             | 1940-1941 |
| Ismael Herrera                   | 1942      |
| Juan Muñoz C.                    | 1942-1943 |
| Pedro Miranda Lira               | 1944-1946 |
| José Higinio Icthe Ch.           | 1947-1949 |
| Álvaro Muñoz Quero               | 1950-1952 |
| Francisco Caro C.                | 1953-1955 |
| Javier Caro Medina               | 1956-1958 |
| Jorge Muñoz Icthe                | 1959-1961 |
| Miguel López Valle               | 1962-1964 |
| Renato Cuevas Pérez              | 1965-1967 |
| Anastacio Perera Bojorquez       | 1968-1970 |
| Pastor Villamil Pacheco          | 1971-1973 |
| Israel Cortés Poot               | 1974-1976 |
| Marcelino Chan Euan              | 1977-1979 |
| Miguel López Valle               | 1980-1982 |
| Hernán Caamal Ordóñez            | 1983-1985 |
| Adriano Uc May                   | 1986-1988 |
| Francisco Canche Carrillo        | 1989-1991 |
| Enrique Muñoz Herrera            | 1992-1994 |
| Elda Eusebia Concha Chávez       | 1995-1997 |
| Ponciano Narváez Moo             | 1997-2000 |
| José Román Chan Poot             | 2000-2003 |
| Prof. Wilbert Ariel Ruiz Poot    | 2003-2006 |
| Prof. Julio César Sánchez Caamal | 2006-2009 |
| Ing. Manuel Jesús Collí Ku       | 2009-2011 |
| Daniel Edilberto Calan Canul     | 2011-2014 |
| José Francisco López Ku          | 2014-2018 |
| María del Carmen Uc Canul        | 2018-2021 |

Diputados locales
- (2012-2015) María Rafaela Blum Santamaría(PRI)
- (2009-2012) Guadalupe del Carmen Canché Molina(PAN)
- (2006-2009) Daniel Hedilberto Calan Canul(PRI)
- (2003-2006) Eligeny Concha Chàvez (PRI)

## Historia

### Época Prehispánica

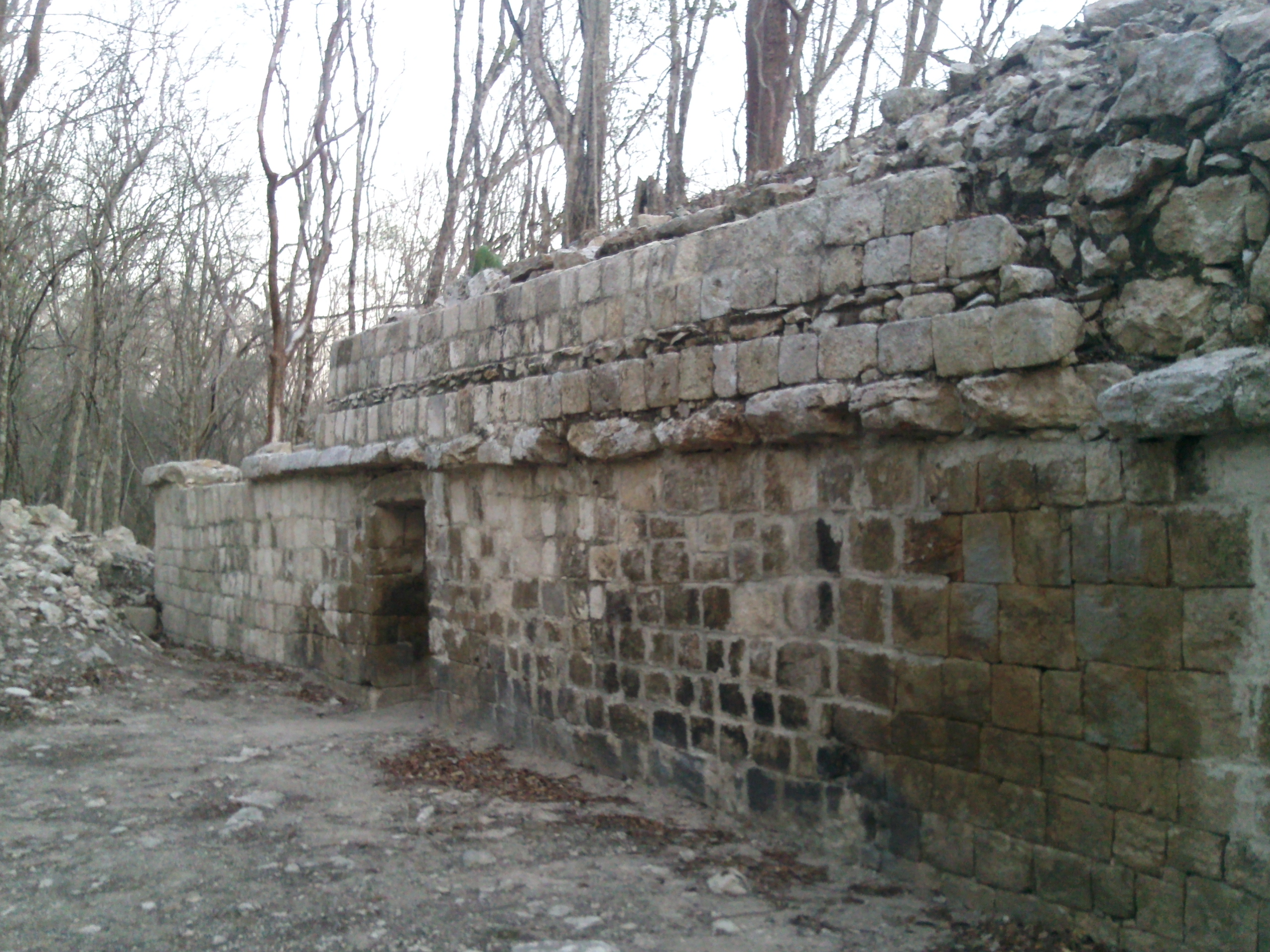
Ruinas de Kankí

La historia de Tenabo se inicia con la civilización Maya en su periodo Período Clásico, con la fundación de Kankí, que tuvo su auge entre los años 600 a 900 de nuestra era, estando ya abandonada hacia el 1000. Los Canul que de acuerdo al Códice de Calkiní, procedían del Petén en Guatemala formaron el señorío de los Ah Canul con capital en Calkiní y que formaba parte de la liga de Mayapán, junto con Uxmal y otros señoríos de la zona Puuc, a mediados del siglo XV con la pugna entre los tutul xiúes y los cocomes las familias se agrupan en torno al señorío Ah Canul, repartiéndose entre seis hermanos la zona, uno de los cuales funda Tah-Naab en 1450, luego de lo cual se inicia la decadencia de la zona.

### La conquista
El inicio de la conquista de tenabo se dio con el paso en 1530 de Francisco de Montejo el adelantado que en su paso a Tho (actual ciudad de Mérida) desde la recién fundada San Francisco de Campeche, en 1540 Francisco de Montejo y León "el Mozo" inicia la conquista de la Península de Yucatán con la repartición de los Pueblos que se encontraban entre San Francisco de Campeche y Mérida en encomiendas con lo que se dio origen a la Encomienda de Tenabo que fue adjudicada en 1544 al español Juan García de Llanes que la catellanizó con el nombre de Tenabo a principios del siglo XVI se funda en Tinun el templo de San Miguel Arcángel, y en 1594 la Iglesia de la Asunción en Tenabo.

### Época Colonial
El periodo colonial del municipio de Tenabo, inicia en 1549 con la entrega a Juan García de LLanes el pueblo de Tah-Nab en encomienda, la cual perteneció en primera instancia a la Audiencia de Guatemala y a partir de 1561 a la Capitanía General de Yucatán, al término de las encomiendas en 1786 el Pueblo de Tenabo, pasa a formar parte de la municipalidad de Hecelchakán.

### La Independencia
Después de la independencia, y a finales del siglo 1858, constituía una municipalidad del partido de Hecelchakán; entonces Tenabo contaba con 1 410 vecinos, y la municipalidad con 2 215.

### El ferrocarril
En septiembre de 1880 se iniciaron los trámites entre el Gobierno del Estado de Campeche y la Secretaría de Fomento para la construcción del ferrocarril que uniría a la ciudad de Campeche y Calkiní, a mediados de 1882 se programó el primer riel en Tenabo, donde empezó a construirse la línea hacia Calkiní, a fines de 1883 ya funcionaba una parte de la vía permitido el tráfico provisional entre Tenabo y Pomuch, en un servicio por tracción animal, para 1898 se inicia formalmente el tráfico entre las ciudades de Mérida y Campeche con la compañía de los Ferrocarriles Unidos de Yucatán, y en el kilómetro 133 la Estación de Tenabo.

### La Creación del Municipio de Tenabo
La Constitución local de 1916 que fue la segunda del estado, contempló ocho municipios, entre los cuales se creaba el municipio de Tenabo que se separaba de Campeche.

## Comunicaciones
En el municipio de Tenabo, cuenta con 95.8 km de vías férreas que lo comunican con el interior del estado y el resto del país, las que son propiedad del ferrocarril Chiapas Mayab.
Del total de carreteras, 21.5 km corresponden a carreteras federales, 12 km a estatales y 62.3 km a rurales. Las carreteras federales y estatales están pavimentadas en su totalidad, lo que hace de este municipio, uno de los que cuentan con mejores vías de comunicación terrestre. Asimismo, tiene un 100% de carreteras rurales revestidas. Existe una agencia de servicio postal, una aeropista, oficinas de teléfonos que brindan servicio local y de larga distancia con 4 casetas instaladas. No cuenta con servicio de transporte urbano local. Se transportan a través de taxis colectivos y tricitaxis (por tricicleta).

## Fiestas y tradiciones

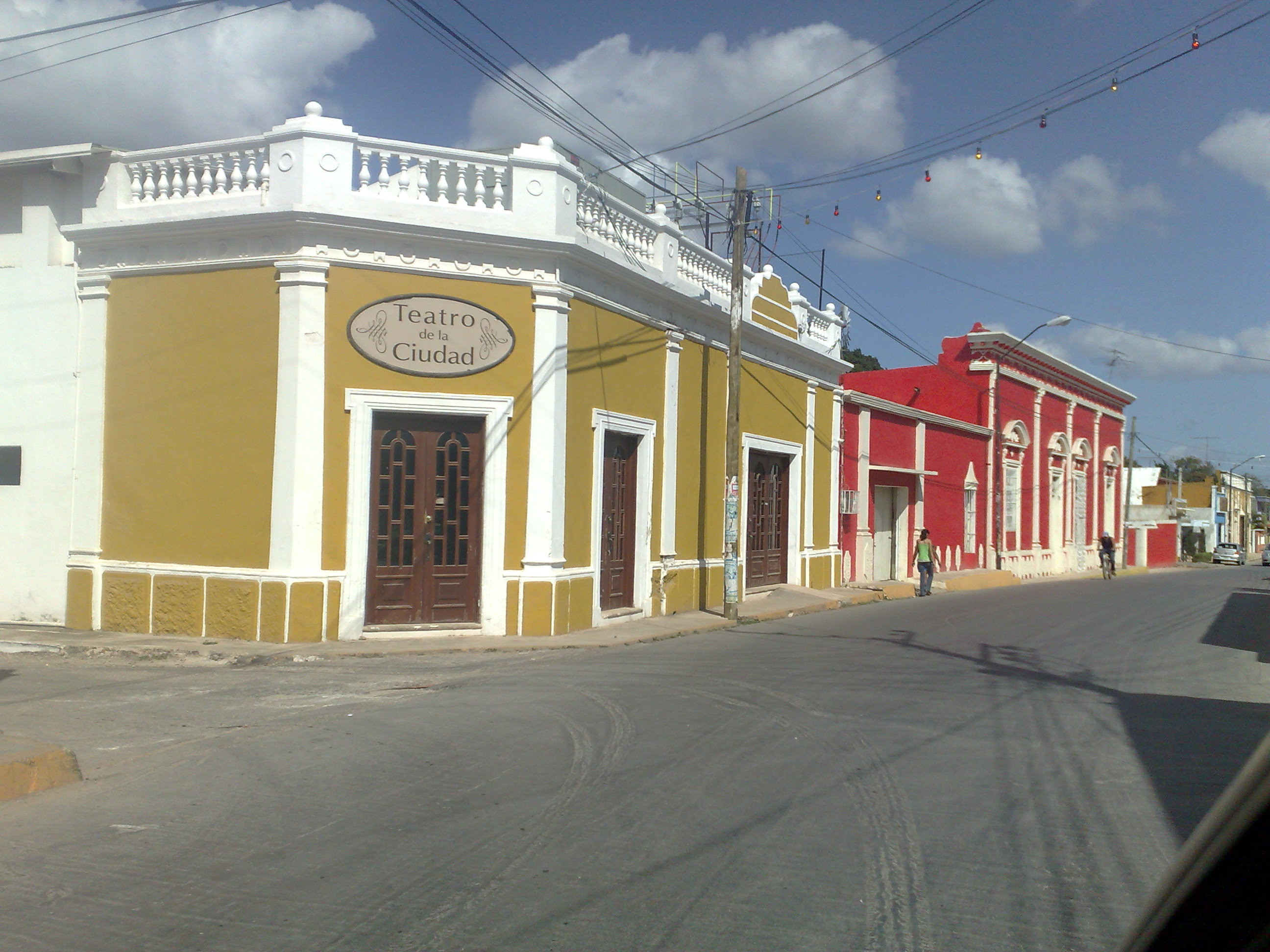
Teatro de la Ciudad de Tenabo.

La cultura del municipio de Tenabo es rica en tradiciones ancestrales, traídas a nuestra época desde los mayas, pasando por la colonia y la independencia, esto se refleja en la gran cantidad de festividades tanto paganas como religiosas que se llevan a cabo en el municipio, entre las que se encuentran:
- El Carnaval de Tenabo
- La Feria de Mayo
- La Procesión del Sagrado Corazón
- El día de muertos

Uno de los centros culturales de mayor relevancia es el Teatro Marentes, que se ubica en la calle 10 en el centro de la ciudad, este edificio fue originalmente un cine, actualmente se encuentra totalmente remozado.

## Educación
La educación en el municipio de Tenabo se imparte en 24 escuelas, repartidas de la siguiente manera
- Cinco preescolar (Tenabo y Tinun)

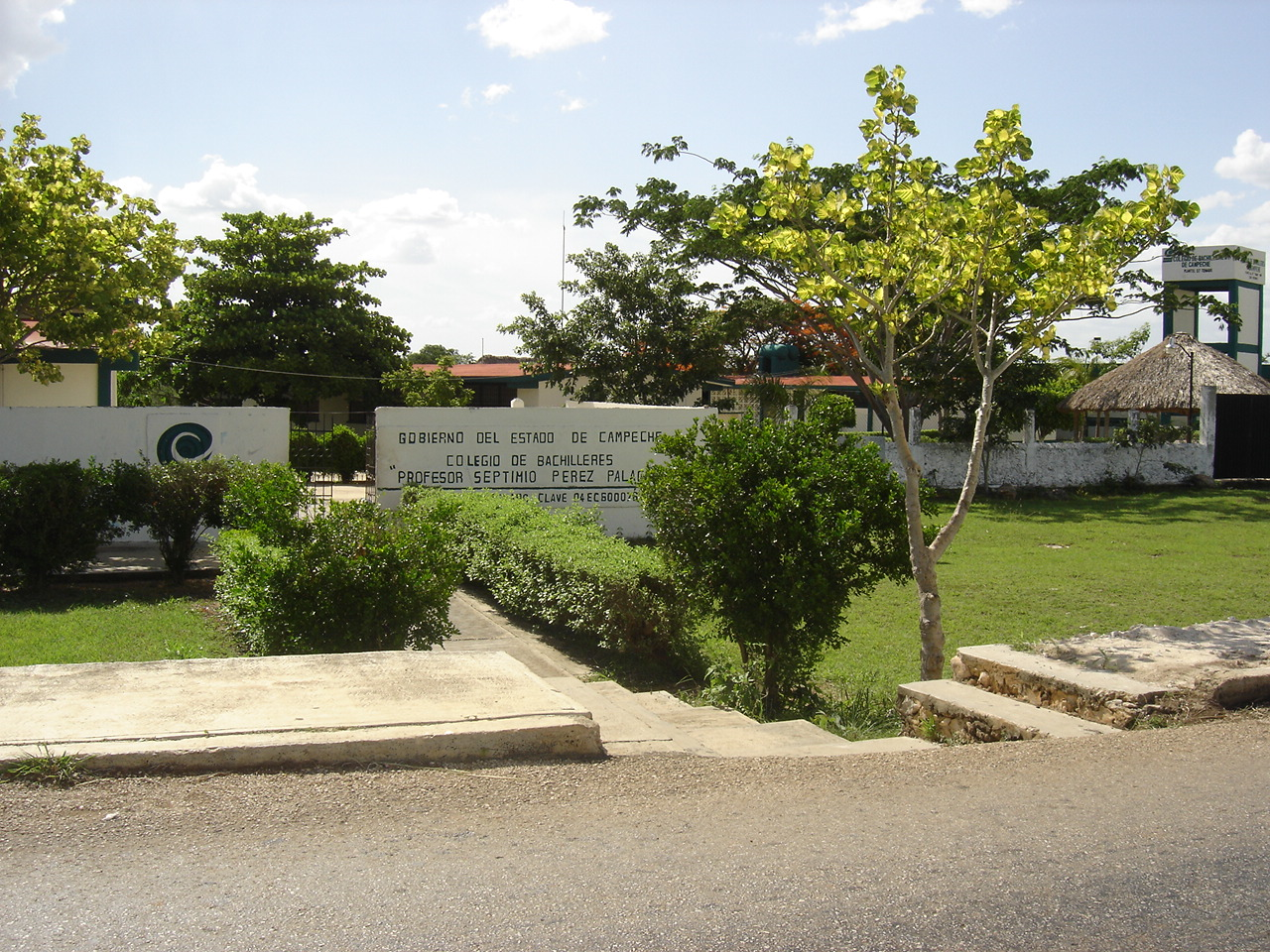
Colegio de Bachilleres de Tenabo.

- Un preescolar Indígena (Emiliano Zapata (Campeche)
- Un preescolar CONAFE Kankí
- Ocho primarias (Tenabo, Tinun, Emiliano Zapata (Campeche), Xkuncheil y Kankí)
- Una primaria CONAFE (Santa Rosa)
- Una Unidad de Servicios de Apoyo a la Educación USAER (Tenabo)
- Una telesecundaria (Tinun)
- Una Secundaria Técnica (Tenabo)
- Un Colegio de Bachilleres (Tenabo)
- Un Módulo de CBTA (Tenabo)
- Una Acción Móvil del ICATCAM (Tenabo)
- El Campus VII de la Universidad Autónoma de Campeche, con la Lic. en enfermería (Tenabo)

## Personas destacadas
Los personajes ilustres del municipio de Tenabo son:
- Santiago Pacheco Cruz
- María Brunilda López Valle